# إريكا روزنبرغ
إريكا روزنبرغ (بالألمانية: Erika Rosenberg)‏ هي كاتِبة ومترجمة وصحفية ألمانية، ولدت في 24 يونيو 1951 في بوينس آيرس في الأرجنتين.